# Udalschalk di Lurngau
Udalschalk (intorno al 1050 – 20 novembre 1115) della stirpe di Grögling-Hirschberger (Ernste: Ernestini?) fu conte di Lurn im Lurngau (Alta Carinzia). Potrebbe essere stato un nipote di papa Vittore II.

## Biografia
Udalschalk era figlio di Arduico (Hartwig) II († 1069), conte dell'Amper inferiore, e Aviza, figlia del conte Altmann di Kühbach.
Intorno al 1068 viene menzionato per la prima volta un certo comes Oudalscalh che, secondo l'abbazia di Tegernsee, donò una proprietà a Sauerlach (AG Wolfratshausen) all'abate Sigfrido (1048-1068) per il figlio e monaco (oltre che futuro abate) Udalschalk.
Intorno al 1115, il conte Udalschalk e sua moglie Adelaide donarono al figlio Altmanno il castello e il dominio di Suben e al clero locale la loro chiesa di San Lamberto.
Da un documento di Salisburgo datato 26 agosto 1126 mostra che i genitori del vescovo Altmanno di Trento scambiarono la loro proprietà di Hengiste (Stiria occidentale) con la loro proprietà di Cidlarn (Zeitlarn, vicino a Burghausen) al tempo dell'arcivescovo Gebeardo di Salisburgo (1062–1088).
Intorno al 1120, la contessa Adelaide e suo figlio Altmann diedero Kolbnitz a Suben.
Nel 1142, il vescovo Altmanno lasciò in eredità a Salisburgo il castello di Hohenburg, ereditato dal padre.
Udalschalk possedeva anche altre proprietà nella Stiria occidentale.

## Matrimonio e figli
Udalschalk sposò Emma di Lechsgemünd († 1100), figlia del conte Cuno di Lechsgemünd. I loro figli furono:
- Corrado († 20 gennaio 1112), conte im Lurngau, Vogt di Aquilea;
- Udalshalk († 13 novembre 1107/08), abate dell'abbazia di Tegernsee;
- Adalbero I, conte a Lurngau intorno al 1135;
- Adelaide di Lurngau († 10 marzo prima del 1120) ⚭ Burcardo IV, conte di Moosburg († 1138);
- Altmanno di Lurngau († 27 marzo 1149), vescovo di Trento (1123–1149);
- Willibirg ⚭ Corrado I, conte di Dachau († 1135).

In seguito, Udalschalk si risposò con Adelaide di Carniola (intorno al 1065-1122), vedova di Federico, Domvogt di Ratisbona, quest'ultimo figlio di Federico I, figlia del margravio Ulrico I di Carniola. Il matrimonio non generò figli.